# Hlînne, Rokîtne
Hlînne (în ucraineană Глинне) este localitatea de reședință a comunei Hlînne din raionul Rokîtne, regiunea Rivne, Ucraina.

## Demografie
Componența lingvistică a localității Hlînne
     Ucraineană (99,87%)
     Alte limbi (0,13%)
Conform recensământului din 2001, majoritatea populației localității Hlînne era vorbitoare de ucraineană (99,87%), existând în minoritate și vorbitori de alte limbi.